# Kerris Dorsey
Kerris Lilla Dorsey est une actrice, chanteuse et mannequin américaine née le 9 janvier 1998 à Los Angeles en Californie.

## Biographie
Elle est la sœur cadette de Justine Dorsey. À la télévision, elle joue dans la série télévisée américaine Brothers and Sisters le rôle de Paige Whedon. Au cinéma, elle apparaît en 2005 dans Walk the Line dans le rôle de Kathy Cash et dans Et si c’était vrai... dans celui de Zoe Brody.

## Filmographie

### Cinéma
- 2005 : Et si c'était vrai... (Just Like Heaven), de Mark Waters : Zoe Brody
- 2006 : Walk the Line, de James Mangold : Kathy Cash
- 2009 : Fuel, de Oktay Ortabasi : Sandy Jeune
- 2011 : Le Stratège (Moneyball), de Bennett Miller : Casey Beane
- 2012 : Graine de championne (McKenna shoots for the stars) : Josie Myers
- 2014 : Alexandre et sa journée épouvantablement terrible et affreuse (Alexander and the Terrible, Horrible, No Good, Very Bad Day) de Miguel Arteta : Emilie la sœur d'Alexander
- 2016 : Don't Tell Kim de Stephen Ihli : Alex Ruggle
- 2017 : Totem de Marcel Sarmiento (en) : Kellie
- 2018 : Dear Chickens (Court-métrage) : Nora
- 2018 : End of the Line (Court-métrage) : Natalie Wright
- 2021 : Delivery (Court-métrage) : Amber

### Télévision
- 2005 : Soccer Moms (Téléfilm) : Joey
- 2006 : Scrubs (Série TV) : Une gosse #3
- 2006 : Monk (Série TV) : Une petite fille
- 2006 : So Notorious (Série TV) : Drew Barrymore petite fille
- 2006 : Vanished (Série TV) : Becky Javit
- 2006-2011 : Brothers and Sisters (Série TV) : Paige Whedon
- 2007 : Médium (Série TV) : Jennie jeune
- 2008 : Carpoolers (Série TV) : Une fille au téléphone
- 2009 : La Jeune Fille aux fleurs (Flower Girl) (Téléfilm) : Une fleuriste
- 2012 : Don't Trust the B---- in Apartment 23 (Série TV) : Molly
- 2012 : Shake It Up (Série TV) : Kat
- 2013 : Skylar Lewis : Chasseuse de monstres (Girl vs Monster) (Téléfilm) : Sadie
- 2013 : Mad Men (Série TV) : Sandy
- 2013-2020 : Ray Donovan (Série TV) : Bridget Donovan
- 2022 : Ray Donovan: The Movie (téléfilm) de David Hollander : Bridget Donovan